# Mancey
Mancey é uma comuna francesa na região administrativa de Borgonha-Franco-Condado, no departamento Saône-et-Loire. Estende-se por uma área de 10 km². Em 2010 a comuna tinha 397 habitantes (densidade: 39,7 hab./km²).